# Parlay X
Parlay X — основанный на Web-сервисах APIs для телефонных сетей (операторов фиксированной и мобильной связи).
Протокол передачи данных, который позволяет вести разработку для быстрого создания сервисов на стороне телефонной сети без глубокого знания работы самих процедур сети. API позволяет разрабатывать и проектировать на «программном» уровне быстрые сервисы для телефонных сетей, удобен и прост в изучении и эксплуатации.
Протокол очень популярен при построении OSP-платформ по быстрому построению сервисов для телеком-операторов. Основной плюс технологии заключается в скорости и гибкости предоставления сервиса.
Parlay X Web Services определен ETSI, группой разработчиков Parlay и Third Generation Partnership Program (3GPP).
API определяет использование технологий Web Service как интерфейс, определенный WSDL 1.1 и подтвержденный Web Services Interoperability (WS-I Basic Profile)[прояснить].

## Спецификация API Parlay X 3.0
Доступная функциональность:
- Part 1: «Common» Определение использование Parlay X спецификации в различных случаях.
- Part 2: «Third Party Call» Использование и управление звонковой частью через приложения.
- Part 3: «Call Notification» Обработка звонков, инициированных абонентом на стороне сети. Как вариант (через приложение) позволяет приложению получить «прямое» управление звонком и предоставить любого рода оповещение по звонку.
- Part 4: «Short Messaging» Передача и прием, обработка SMS-сообщений.
- Part 5: «Multimedia Messaging» Передача и прием, обработка MMS-сообщений.
- Part 6: «Payment» Управление оплатами абонента. Управление балансом абонента и обработка запросов на изменение счета.
- Part 7: «Account Management» Предоставление возможностей предоставления сервисов управления звонков, запрет, ожидание.
- Part 8: «Terminal Status» Получение статуса абонента, занято, недоступен, выключен.
- Part 9: «Terminal Location» Получение местонахождения терминала абонента. Получение его географического положения.
- Part 10: «Call Handling» Специальная обработка звонка, по заранее заданным критериям, переадресация, запрет звонком, формирование правил для групп входящих и исходящих номеров, переадресация на UIVR.
- Part 11: «Audio Call» Предоставление мультимедиа- и аудиосопровождения.
- Part 12: «Multimedia Conference» Создание конференц-рума, предварительный вызов всех участников конференц звонка.
- Part 13: «Address List Management» Создание и управление группами абонентов.
- Part 14: «Presence» Предоставление информации о присутствии абонента в сети.
- Part 15: «Message Broadcast» Массовая рассылка по географическому признаку или группе номеров.
- Part 16: «Geocoding» Получение информации о физических перемещениях терминала абонента. Получение информации об адресах, почтовых индексах, странах, городах.
- Part 17: «Application-driven Quality of Service (QoS)» Динамическое изменение качества предоставления сервиса QoS.
- Part 18: «Device Capabilities and Configuration» Получение сервисной информации о терминале абонента.
- Part 19: «Multimedia Streaming Control» Контроль и управление над потоками информации между терминалом абонента и сетью оператора.
- Part 20: «Multimedia Multicast Session Management» контроль потоков мультимедиаконтента.

В основном Parlay X предоставляет абстрактные возможности для реализации вышеуказанных функциональностей, но сама реализация достигается через использование протокола Parlay и его API. ETSI предоставляет описание в документе Parlay X для Parlay.
Parlay X сервис был рассмотрен и является продуктом соавторства нескольких телеком-операторов: British Telecom, Korea Telecom, T-Com, Mobilekom и Sprint.

### Сообщество разработчиков
- Parlay X, Ericsson Developer Programm

### Ресурсы по разработке
- Java SE Components for Telecom Web Services (Parlay X made easy through JavaBeans) (не доступно)
- Telecom Web Services Network Emulator (Parlay X emulator) (не доступно)